# 알프레드 노벨
알프레드 베른하르드 노벨(스웨덴어: Alfred Bernhard Nobel 듣기 (도움말·정보), 1833년 10월 21일(월요일)~1896년 12월 10일(목요일))은 스웨덴의 남성 과학자, 산업가다. 

## 개요
그는 고체 폭탄인 다이너마이트를 발명했다. 노벨의 유언에 따라 그의 유산으로 노벨상이 제정되었다. 생애 동안 355개의 특허를 보유하는 등 과학에 여러 중요한 기여를 하였다. 노벨 가문의 일원이었던 그는 어릴 때부터 과학과 학문, 특히 화학과 언어에 뛰어난 재능을 보였으며, 6개 언어에 능통하였다. 노벨은 24세에 첫 특허를 출원하였다. 그는 가족과 함께 여러 사업을 시작하였고, 특히 철강 회사였던 보포르스를 소유하면서 이를 대포 및 군수품을 생산하는 주요 제조업체로 성장시켰다. 그의 가장 유명한 발명품인 다이너마이트는 나이트로글리세린을 이용한 폭발물로, 1867년에 특허를 받았다. 이어 1875년에는 젤리그나이트를, 1887년에는 발리스타이트를 발명하였다. 노벨은 사망하면서 자신의 재산을 기부하여 노벨상을 운영할 기금을 설립하였는데, 이 상은 매년 "인류에게 가장 큰 혜택을 준" 사람들을 시상한다. 인공 원소중 하나인 노벨륨은 그의 이름을 따서 명명되었고, 그가 설립한 회사와 합병된 다이너마이트 노벨과 악조노벨과 같은 기업에서도 그의 이름과 유산이 남아 있다. 노벨은 스웨덴 왕립 과학한림원 회원으로 선출되었으며, 그의 유언에 따라 이 기관은 물리학과 화학 분야의 노벨상 수상자를 선정하는 책임을 맡았다.

## 생애

### 유년시절
스톡홀름에서 발명가의 아들로 태어났다. 그의 아버지는 재주 있는 건축 기술자로 알려져 있다. 발명하기에만 열중하는 아버지라 가정의 살림은 나날이 빈궁에 빠져 들어갔다. 1837년 노벨의 아버지는 가족을 데리고, 러시아의 상트페테르부르크로 이주하였다. 거기서 기계 공장을 세우고 처음에는 번창하였다.

### 연구 경력

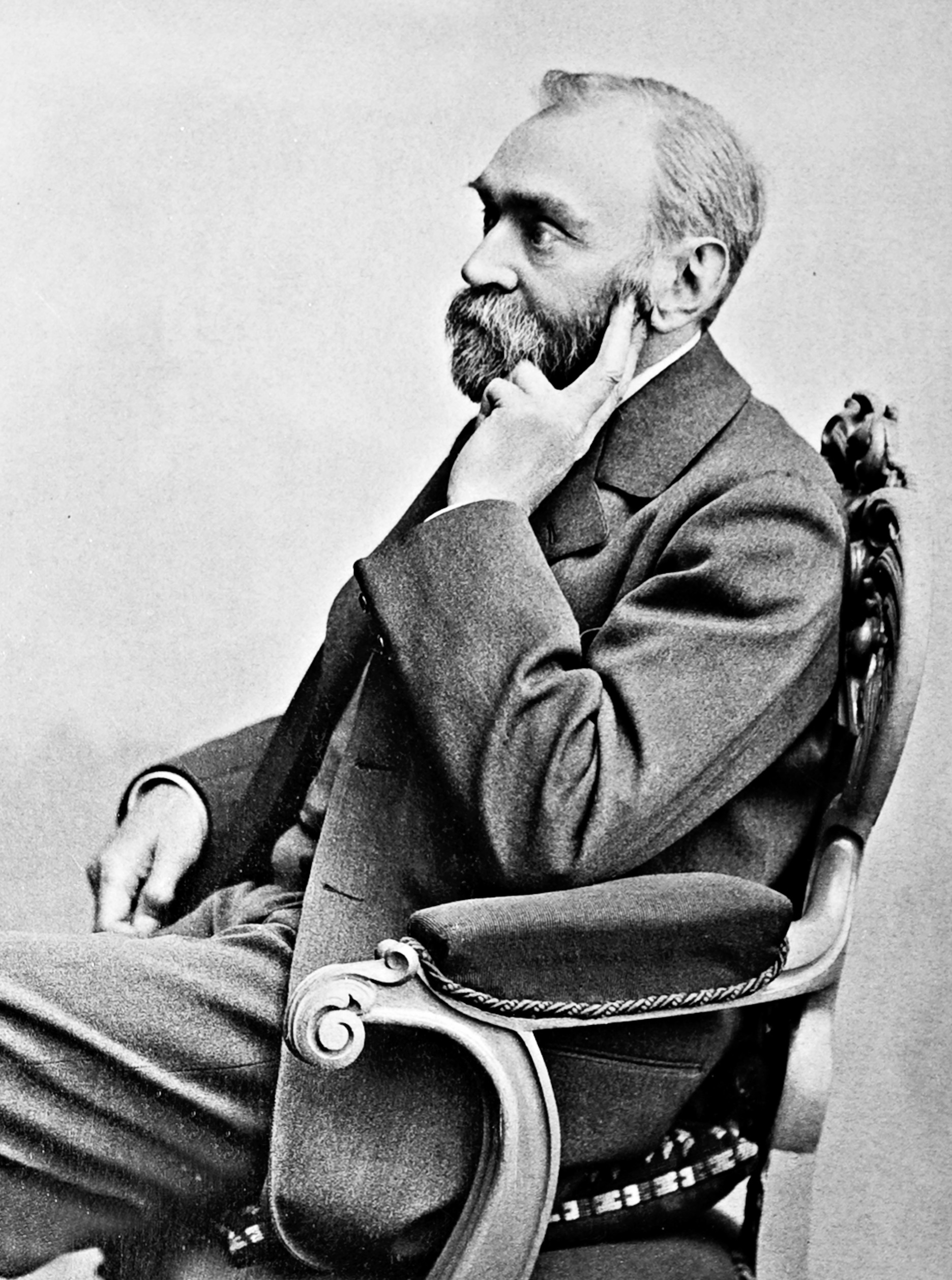
괴스타 플로르만(1831-1900)이 촬영한 노벨의 모습

젊은 시절 노벨은 화학자 니콜라이 지닌(Nikolai Zinin)과 함께 연구했으며, 1850년에는 연구를 계속하기 위해 프랑스의 수도 파리로 갔다. 그 곳에서 그는 3년 전에 나이트로글리세린을 합성한 아스카니오 소브레로(Ascanio Sobrero)를 만났다. 소브레로는 나이트로글리세린이 열이나 압력 변화에 따라 폭발하는 등 예측할 수 없기 때문에 그 사용에 강력히 반대했다. 그러나 노벨은 나이트로글리세린을 제어하고 상업적으로 사용할 수 있는 폭발물로 만드는 방법에 관심을 가지게 되었다. 나이트로글리세린은 화약보다 훨씬 강력한 폭발물이었다. 1851년 18세의 나이에 노벨은 1년 동안 미국으로 유학을 떠나 잠시 동안 미국 남북전쟁에서 사용된 철갑선인 USS 모니터를 설계한 스웨덴계 미국인 발명가 존 에릭슨(John Ericsson) 밑에서 일했다. 노벨은 1857년에 가스 계량기에 관한 첫 번째 특허를 영국 특허청에 출원했으며, 1863년에는 “화약을 제조하는 방법”에 대한 첫 번째 스웨덴 특허를 받았다. 노벨 가문의 공장은 크림 전쟁(1853~1856) 동안 무기를 생산했지만, 전쟁이 끝난 후 다시 일반 생산으로 전환하는 데 어려움을 겪어 결국 파산 신청을 했다.
1859년, 노벨의 아버지는 둘째 아들 루드비그 노벨(Ludvig Nobel, 1831~1888)에게 공장을 맡겼고, 루드비그는 사업을 크게 발전시켰다. 노벨과 그의 부모는 러시아에서 스웨덴으로 돌아와 폭발물 연구에 전념했으며, 특히 나이트로글리세린의 안전한 제조 및 사용에 몰두했다. 노벨은 1863년에 뇌관을 발명했고, 1865년에는 뇌관을 개량한 폭파 캡(blasting cap)을 설계했다.
1864년 9월 3일, 스웨덴 스톡홀름 헬레네보리(Heleneborg)에 있는 공장에서 나이트로글리세린을 준비하던 중 창고가 폭발하는 사고가 발생했다. 이 사고로 노벨의 남동생 에밀(Emil)을 포함해 5명이 사망했다. 이후 노벨은 폭발물 제조 면허를 박탈당했다. 이 사고에 충격을 받은 노벨은 보다 외딴 지역에서 연구를 계속하기 위해 빈테르비켄(Vinterviken)에 나이트로글리세린 AB(Nitroglycerin AB) 회사를 설립했다. 노벨은 1867년에 다이너마이트를 발명했는데, 이는 불안정한 나이트로글리세린보다 취급이 더 쉽고 안전한 물질이었다. 다이너마이트는 미국과 영국에서 특허를 받았으며, 국제적으로 광산 개발과 교통망 건설에 널리 사용되었다. 1875년 노벨은 다이너마이트보다 더 안정적이고 강력한 젤리그나이트를 발명했으며, 1887년에는 무연화약의 일종인 코다이트(cordite)의 전신인 발리스타이트(ballistite)를 특허받았다.
1884년 노벨은 스웨덴 왕립 과학한림원 회원으로 선출되었는데, 이 기관은 후에 노벨상 두 부문의 수상자를 선정하게 된다. 또한 1893년 웁살라 대학교에서 명예 박사 학위를 받았다. 노벨의 형제인 루드비그와 로베르트는 브라노벨(Branobel)이라는 석유 회사를 설립해 스스로 큰 부를 축적했다. 노벨은 이 회사에 투자하여, 새로운 유전 개발을 통해 막대한 재산을 모았다. 이 회사는 주로 아제르바이잔 바쿠에서 운영되었으며, 투르크메니스탄의 첼레켄에서도 활동했다. 노벨은 사는동안 총 355개의 특허를 국제적으로 등록했으며, 노벨의 사업장은 그가 사망할 때까지 90개 이상의 무기 제조 공장을 설립했다. 이는 그의 평화주의적 성향과는 다소 상반되는 업적으로 평가받는다.

### 사망
노벨은 역설과 모순으로 가득 찬 인물로 남아 있다. 비상하면서도 고독하고, 비관주의자이면서도 한편으로는 이상주의자였던 그는 현대전에 사용된 강력한 폭탄을 발명했을 뿐만 아니라, 인류에 이바지한 지적인 업적에 수여하는 세계에서 가장 권위 있는 상을 제정하기도 했다.
1895년 11월 27일, 파리의 스웨덴-노르웨이 클럽에서 알프레드 노벨은 유언장에 최종적으로 서명하여 자신의 재산 대부분을 국적에 관계없이 매년 수여될 노벨상 설립에 사용하도록 지정했다. 세금과 개인에게 주어진 유산을 제외하고, 노벨의 유언은 총 자산의 94%에 해당하는 3,122만 5,000 스웨덴 크로나를 다섯 개의 노벨상을 설립하는 데 할당했다. 2022년 기준, 노벨 재단은 약 60억 스웨덴 크로나의 투자 자산을 보유하고 있다.
노벨이 열아홉살 때 외국 유학 도중 프랑스에서 한 여인을 사모하게 되었다. 그 후 이 소녀는 죽고 말았다. 이 죽음의 상처로 노벨은 결혼을 하지 않고 독신으로 1896년 이탈리아 산레모의 별장에서 여생을 마쳤다.

## 노벨의 유언장

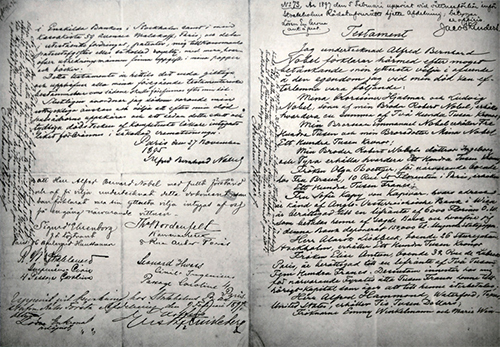
노벨의 유언장

1896년 12월 10일 숨을 거두기 전 유명한 유언장을 남겼다. 자기 재산에서 생기는 이자로 해마다 물리학, 화학, 생리학 및 의학, 문학, 평화의 다섯 부문에 걸쳐 공헌이 있는 사람에 상을 주라는 유언이다. 세계 평화와 과학의 발달을 염원해 오던 그의 유언에 따라 그의 유산은 스웨덴 과학 아카데미에 기부되었다. 그 기부금으로 1901년부터 노벨상 제도를 신설하였다. 이 상은 물리학·화학·생리·의학·문학·경제학·평화의 6개 부문으로 나누어 국적 및 성별에 관계없이 그 부문에서 뚜렷한 업적을 남긴 공로자에게 매년 수여하고 있다.

## 유산

### 발명품
노벨은 나이트로글리세린을 규조토(와 같은 흡수성 불활성 물질)에 결합하면 더 안전하고 취급이 편리해진다는 것을 발견했다. 그는 이 혼합물을 1867년에 다이너마이트라는 이름으로 특허를 등록했다. 노벨은 같은 해 영국 서리주 레드힐(Redhill)의 채석장에서 이 폭발물을 처음으로 시연했다. 이전의 위험한 폭발물과 관련된 논란으로 손상된 자신의 명성을 회복하고 사업 이미지를 개선하기 위해, 노벨은 이 강력한 물질에 “노벨 안전 화약(Nobel’s Safety Powder)”이라는 이름을 붙일까 고민하기도 했는데, 이러한 흔적은 노벨의 특허 문서에서도 찾아볼 수 있다. 그러나 결국 그리스어로 “힘”을 뜻하는 “뒤나미스(δύναμις)”에서 유래한 다이너마이트라는 이름을 선택했다.
이후 노벨은 나이트로글리세린을 콜로디온과 유사한 다양한 나이트로셀룰로스 화합물과 결합했으며, 보다 효율적인 조합으로 질산염 폭발물을 추가한 새로운 혼합물을 만들었다. 이로써 투명하고 젤리 같은 물질이 탄생했는데, 다이너마이트보다 폭발력이 더욱 강력했다. 이 물질은 젤리그나이트로 명명되었고, 1876년에 특허를 받았다. 이후 이 폭약은 질산칼륨과 기타 여러 물질을 추가하여 다양한 조합으로 개량되었다. 젤리그나이트는 이전에 사용된 화합물보다 더 안정적이고 강력하며, 운반이 용이하고 드릴링과 채굴에 사용되는 천공에 맞게 성형할 수 있었다. 이는 표준 채굴 기술로 채택되어 노벨에게 큰 재정적 성공을 가져다주었지만, 발명하는 과정은 노벨의 건강에는 안좋은 영향을 주었다. 이 연구의 부산물로 노벨은 발리스타이트를 발명했는데 이는 현대 무연화약의 전신으로, 여전히 로켓 추진제로 사용되고 있다. 이러한 발명 및 특허에 의해 그의 가문은 유럽 최대의 부호가 되었다.

### 노벨상

노벨상 메달 중 하나의 앞면

다음의 이야기가 노벨상이 제정된 배경에 대한 잘 이야기로 잘 알려져 있지만, 역사학자들은 이 일화가 실증되지 않는다며 신화로 간주하기도 한다. 1888년, 알프레드 노벨의 형 루드비그가 사망하였는데 몇몇 신문사들이 실수로 알프레드 노벨의 부고를 게재했다. 특히 한 프랑스 신문은 노벨의 군사용 폭발물 발명을 비난했는데, 해당 부고에는 "죽음의 상인이 죽었다" (Le marchand de la mort est mort)고 쓰여 있었고, 이어 "알프레드 노벨 박사는 그 어느 때보다 더 많은 사람을 더 빨리 죽이는 방법을 찾아 부유해졌고, 어제 사망했다"라고 전했다.노벨은 이 부고를 읽고 자신이 이런 식으로 기억될 것이라는 생각에 충격을 받았다. 그는 사후에 재산의 대부분을 노벨상 설립에 기부하기로 결심했고, 이를 통해 더 나은 유산을 남기고자 했다. 그러나 이 부고가 실제로 존재했는지에 대해서는 의문이 제기되기도 한다.
이 상들 중 첫 세 가지는 물리학, 화학, 생리학 또는 의학 분야에서 탁월한 업적을 이룬 이들에게 수여되며, 네 번째는 "이상적인 방향"의 문학 작품에 수여된다. 다섯 번째 상은 국제 우애를 증진하고, 상비군의 억제 또는 축소, 평화 회의의 설립 또는 발전에 기여한 개인이나 단체에 수여된다.
문학상에 사용된 "이상적인 방향으로"(i idealisk riktning)라는 표현은 모호하여 많은 혼란을 일으켰다. 수년간 스웨덴 아카데미는 "이상적"을 "이상주의적"(idealistisk)으로 해석했고, 이를 근거로 헨리크 입센이나 레프 톨스토이와 같은 중요한 작가들이지만 덜 낭만적인 작가들에게 상을 수여하지 않았다. 이후 이러한 해석이 수정되어, 다리오 포와 주제 사라마구와 같은 문학적 이상주의와 거리가 있는 작가들도 수상자로 선정되었다.
노벨이 유언장을 작성하기 전에 물리학 및 화학 분야 수상자를 선정할 기관들과 상의하지 않았기 때문에, 선정 기관들에는 해석의 여지가 있었다. 그의 한 장짜리 유언장에서는 물리학 분야의 발견이나 발명, 그리고 화학 분야의 발견이나 개선에 상금을 수여하도록 명시했다. 이를 통해 기술적 성과에 대한 수상의 가능성을 열어두었지만, 과학과 기술의 구분에 대해서는 구체적인 지침을 남기지 않았다. 선정 기관들이 과학 분야에 더 중점을 두었기 때문에, 수상자는 엔지니어나 기술자보다는 과학자들이 더 많았다.
1968년, 스웨덴 중앙은행(스베리예스 릭스방크)은 설립 300주년을 기념하여 노벨 재단에 상당한 금액을 기부하고, 이를 바탕으로 경제학 분야에서 여섯 번째 상을 제정했다. 이 상은 알프레드 노벨을 기리기 위해 "알프레드 노벨 기념 경제학상"이라는 명칭으로 수여되었다. 그러나 2001년, 알프레드 노벨의 고손자인 피터 노벨(1931년생)은 스웨덴 중앙은행에 경제학상을 기존 다섯 개의 노벨상과 구분해 달라고 요청했다. 이러한 요청은 스웨덴 중앙은행의 경제학상이 진정한 "노벨상"으로 인정될 수 있는지에 대한 논란을 가중시켰다.

### 노벨박물관, 노벨륨
그의 생애와 노벨상과 역대 노벨상 수상자들을 다루는 노벨 박물관은 스톡홀름의 구 시가지에 있다. 주기율표 102번 원소인 노벨륨은 노벨의 이름을 따서 만든 것이다.